# Saint-Martin-d'Audouville
Saint-Martin-d'Audouville é uma comuna francesa na região administrativa da Normandia, no departamento Mancha. Estende-se por uma área de 3,66 km². Em 2010 a comuna tinha 134 habitantes (densidade: 36,6 hab./km²).